# Códigos navais japoneses
Códigos navais japoneses, são considerados todos os tipos de criptografia criadas pelos japoneses durante e Segunda Guerra Mundial.

## História
A vulnerabilidade dos códigos e da  criptografia naval japonesa foi fundamental para a condução da Segunda Guerra Mundial, e teve  importante influência nas relações externas entre o Japão e o Ocidente nos anos que antecederam a guerra. Cada novo código japonês criado acabava sendo quebrado, e as informações analisadas pelo aliados. Dentre algumas destas ações, pode-se destacar a emboscada vitoriosa em Midway e o abate de Isoroku Yamamoto nas Ilhas Marianas
A Marinha Imperial Japonesa usou diversos códigos e cifras durante a guerra, todos esses sistemas de encriptação eram conhecidos de maneira diferente por diferentes organizações, os mais conhecidos estão listados abaixo:
- 1 Red CodeAgnes Meyer Driscoll, criptoanalista americana responsável por boa parte da quebra dos códigos.
- 2 Blue Code
- 3 JN-11
- 4 JN-25
- 5 JN-39
- 6 JN-40
- 7 JN-152
- 8 JN-167
- Red Code (Código Vermelho)

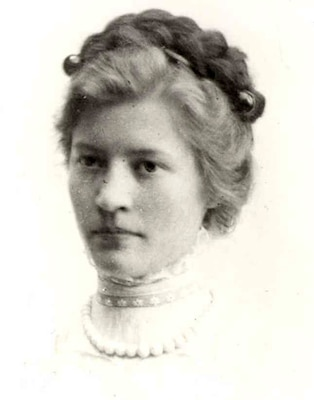
Agnes Meyer Driscoll, criptoanalista americana responsável por boa parte da quebra dos códigos.

O código foi parcialmente quebrado por John Joseph Rochefort , militar americano que havia ingressado na Inteligência Naval. 

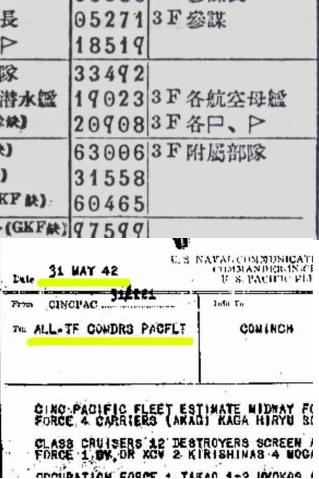
Transcrição do JN25 pela equipe de Bletchley Park

Como quase todos os códigos da marinha japonesa que Rochefort e seus colegas decifraram o mesmo consistia em um código cifrado, onde cada palavra ou sílaba susceptível de ser utilizado em uma mensagem, era atribuído um valor numérico - que seria posteriormente traduzido. Cada mensagem possuía um codígo identificador de onde a mensagem começava e que servia de referência ao receptor para a tradução. O nome dado ao código teria sido baseada na cor da pasta de um adido japonês de onde os americanos teria captura o mesmo, em 1923. Após três anos de trabalho Agnes Driscoll, também criptoanalista da marinha foi capaz de quebrar a parte aditiva do código.
- Blue Code(Código Azul)

Em 1 dezembro de 1930, os japoneses substituíram o Red, por um código mais sofisticado  No entanto, o novo código, chamado Blue, continha padrões numéricos que eram bastante semelhantes ao velho.  Neste caso, Driscoll e sua equipe foram capazes de decifrar e traduzir Blue em apenas dois anos.
- JN-11

Foi um código derivado dos anteriores, sendo temporiamente utilizado pela Marinha Mercante Japonesa.
- JN-25

JN-25 foi considerado pelos criptoanalistas americanos como o mais seguro e difícil de quebrar. O JN-25 ( Japan Navy 25), era um sistema de codificação manual, inventado ainda na Primeira Guerra Mundial, se baseava na combinação de 33.333 letras e palavras, além de um série de tabelas de códigos com cinco dígitos que estavam em grossos livros de códigos. O erro na cifragem e na decodificação, bem como a lentidão devido a complexidade o tornava extremamente inconveniente na sua utilização. As constantes escutas e captura de fragmentos do código, permitiram sua violação. Mesmo com as mudanças nas tabelas de codificação efetuadas pelos japoneses a cada seis meses, permitia que os americanos, logo conseguissem decifrar a nova sequência de código. Em Abril de 1943, uma mensagem que informava sobre a visita do Almirante Isoroku Yamamoto às Ilhas Salomão, foi interceptada, permitindo que os americanos organizassem uma patrulha para abatê-lo. O código foi substituído pelo JN-40.

## Filmografia
Windtalkers -  Códigos de Guerra